# Wayland, Massachusetts

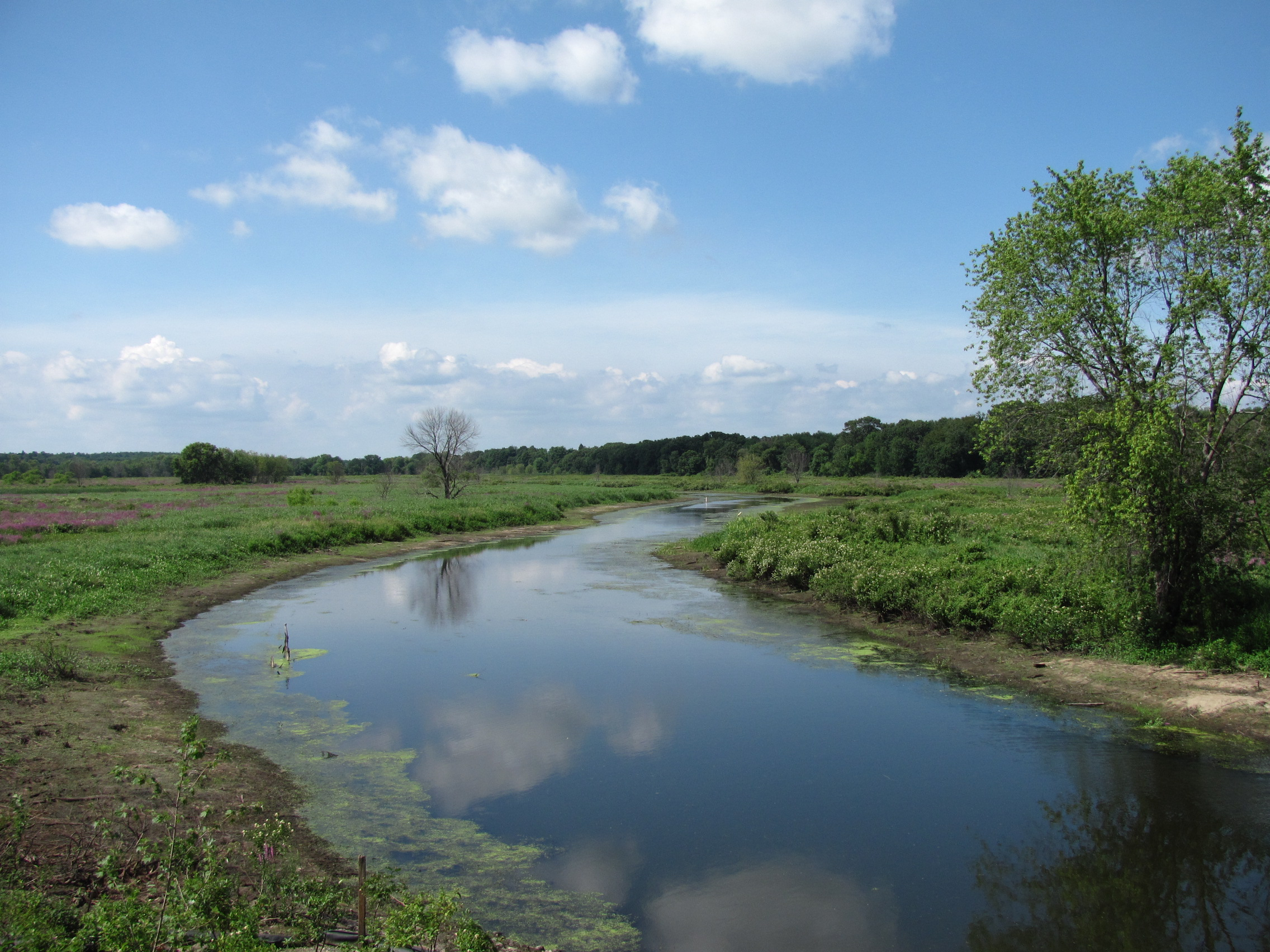

Wayland är en kommun (town) i Middlesex County i Massachusetts. Kommunen hade 2001 en befolkning på ungefär 13 100 invånare.

## Historia
Wayland var den första koloniseringen av Sudbury Plantation under 1639. Staden öster om Sudbury inkorporerades den 10 april 1780 på mark som tidigare hade varit en del av Sudbury. Den 11 mars 1835 övergick East Sudbury till att vara Wayland, ett jordbrukssamfund, troligtvis som ett sätt att hedra Dr. Francis Wayland, rektor vid Brown University och vän till domaren i East Sudbury, Edward Mellen. Både Wayland och Mellen blev välgörare av stadens bibliotek, det första för allmänheten i staten.